# Clemens von Preuschen von und zu Liebenstein
Vincenz Ludwig Friedrich Clemens Freiherr von Preuschen von und zu Liebenstein (* 12. Dezember 1841 in Sankt Goarshausen; † 8. Juli 1903 in Salzburg) war  Offizier in der Nassauischen Armee und wechselte in die k.k. Armee, wo er zuletzt Generalmajor war.

## Leben

### Herkunft und Familie
Clemens von Preuschen von und zu Liebensstein entstammte dem hessischen Adelsgeschlecht „von Preuschen“, aus dem zahlreiche namhafte Persönlichkeiten hervorgegangen sind. Er war ein Sohn des Ludwig von Preuschen von und zu Liebenstein und dessen Ehefrau Kathinka Maria Therese Edle von Coll (1818–1903) und wuchs mit mehreren Geschwistern, darunter Franz Eduard Karl Christian Ludwig (18451–1908) auf.
Am 27. Dezember 1864 schloss er in Wiesbaden die Ehe mit Fanny Henderson (1843–1921, Tochter des Gouverneurs von Texas James Pinckney Henderson und der Francis Cox.
Aus der Ehe sind die Kinder Ernsst (1865–1941, Königlich und Kaiserlicher Hofrat, Erster Staatsanwalt), Franz (1867–1938, Königlich und Kaiserlicher Linienschiff-Kapitän) und Klemens (1869–1946, Königlich und Kaiserlicher Oberstleutnant)) hervorgegangen.

### Militärsche Laufbahn
Nach seiner Schulausbildung entschied er sich für eine Laufbahn in der Nassauischen Armee und war 1861 Unterleutnant im 2. Nassauischen  Infanterie-Regiment Nr. 88 unter Führung des späteren Gerenrals Bruno Neidhardt von Gneisenau.
In diesem Regiment hatte er den Rang eines Oberleutnants.
Nach dem Sieg Preußens gegen Österreich im Deutschen Krieg und der anschließenden Annexion des Landes Hessen und des Herzogtums Nassau wurden die Armeen gemäß der Militärkonvention der preußischen Armee unterstellt, behielten jedoch ihre rechtliche Selbständigkeit. Von Preuschen wechselte zum Linien-Infanterie-Regiment der k.k. Armee, wo er als Oberleutnant Aufnahme fand.
Er war Oberleutnant im Dragonerregiment Nr. 13 und übernahm später als Oberst das Kommando über das Ulanen-Regiment „Freiherr von Ramberg“ Nr. 8, über die 5. Kavallerie-Brigade und über die Cavallerie-Brigade Jaroslau, bestehend aus den Regimentern Nr. 3, 8 und 11.
Als Generalmajor und Kommandant der 9. Kavallerie-Brigade wurde er auf seine Bitte in den Ruhestand versetzt und dabei mit dem Leopoldorden ausgezeichnet.

### Auszeichnungen
- Orden der Eisernen Krone (Österreich),  Ritter III. Klasse[10]
- Österreichisch-kaiserlicher Leopold-Orden, Ritterkreuz